# (16445) Klimt
(16445) Klimt ist ein Asteroid des äußeren Hauptgürtels, der am 3. April 1989 von dem belgischen Astronomen Eric Walter Elst am La-Silla-Observatorium der Europäischen Südsternwarte in Chile (IAU-Code 809) entdeckt wurde.
Mittlere Sonnenentfernung (große Halbachse), Exzentrizität und Neigung der Bahnebene des Asteroiden ähneln den Bahndaten der Mitglieder der Theobalda-Familie, einer großen Gruppe von Asteroiden, die nach (778) Theobalda benannt und weniger als zehn Millionen Jahre alt ist. Nach der SMASS-Klassifikation (Small Main-Belt Asteroid Spectroscopic Survey) wurde bei einer spektroskopischen Untersuchung von Gianluca Masi, Sergio Foglia und Richard P. Binzel bei (16445) Klimt von einer dunklen Oberfläche ausgegangen, es könnte sich also, grob gesehen, um einen C-Asteroiden handeln.
(16445) Klimt wurde am 6. Januar 2007 nach dem österreichischen Maler Gustav Klimt benannt, der einer der bekanntesten Vertreter des Wiener Jugendstils war.